# 鼓楼街道 (安顺市)
鼓楼街道，是中华人民共和国贵州省安顺市平坝区下辖的一个街道办事处。
2013年2月22日，贵州省人民政府批复同意撤销平坝县城关镇建制，设置鼓楼街道办事处。辖鼓楼社区、自强社区、东方社区、中山社区、塔山村、中山村、顺城村、城垣村、廖家湾村、城北村、信泉村、蒙坝村、朝田村、猫坝村、大关村、小关村。

## 行政区划
鼓楼街道下辖以下地区：
中山社区、鼓楼社区、自强社区、东方社区、城北村、中山村、塔山村、信泉村、顺城村、城垣村、廖家湾村、朝田村、猫坝村、大关村、小关村和蒙坝村。

## 交通
- 沪昆铁路：平坝站